# Paramount Television Studios
Paramount Television Studios (раніше відома як нинішнє втілення Paramount Television) — американська телевізійно-виробнича розподільча компанія, яка є підрозділом Paramount Pictures, дочірньої компанії ViacomCBS.
Вона є правонаступником оригінального телебачення Paramount, оскільки воно було передане корпорації CBS під час відриву від Viacom, яка зберегла Paramount Pictures та його підрозділ кінофільмів у 2005 році. Після виділення в січні 2006 року підрозділ був перейменований на CBS Paramount Television а потім у студію CBS Television Studios у травні 2009 року, після закінчення терміну дії трирічної угоди про ліцензування торгових марок Paramount.
У березні 2013 року Paramount повернувся до телевізійного виробництва на основі технологічного розширення телебачення через потокові сервіси, зробивши це енергійним бізнесом та двигуном зростання Голлівуду. Було також визнано, що розірвання телевізійної операції від "Парамаунт" мало що дало їм можливість повернутися, коли фільми зазнають невдачі, за винятком оренди студійних сцен.
14 січня 2020 року Paramount Television був перейменований на Paramount Television Studios після завершення злиття ViacomCBS .

## Історія
4 березня 2013 року президент/генеральний директор Viacom Філіп Доман оголосив, що компанія Paramount вирішила створити телевізійний серіал за мотивами одного з їх фільмів. Шоу дозволило б Paramount "повернутися з дуже невеликими вкладеннями у телевізійний бізнес". Годинами пізніше голова/генеральний директор Paramount Бред Грей оголосив, що студія спільно з Sony Pictures Television випустила телевізійний серіал CBS за  мотивами копа з Беверлі Хіллз; проте пілот не рухався вперед .
22 липня 2013 року було оголошено, що Емі Пауелл стала президентом Paramount Television. До повторного злиття корпорацій CBS та Viacom у 2019 році нинішнє телебачення Paramount не мало зв'язків з мережею CBS, на відміну від попереднього втілення в пізніші роки до розколу Viacom/CBS.
В ефірі Nickelodeon було оголошено телевізійний серіал за мотивами фільму "Школа року". З серпня 2014 року Paramount та HBO запланували нову серію під назвою Ashecliffe, яка стане приквелом до фільму "Парамаунт" "Острів затвора" 2010 року.
У травні 2014 року Paramount Television та Anonymous Content підписали трирічну угоду на перший погляд щодо виробництва та розповсюдження сценарійних програм, розроблених Anonymous Content. У жовтні 2014 року Кайл Кіллен і компанія Скотта Пеннінгтона Chapter Eleven підписали дворічну угоду з Paramount Television і Anonymous Content після виходу з XX Century Fox Television.
У липні 2014 року телебачення Paramount підписало перший пакт з Робертом Земекісом, його партнером-виробником Джеком Репке та їх виробничою компанією Compari Entertainment.
У січні 2017 року телебачення Paramount підписало першу угоду з Федерацією розваг.
У липні 2018 року Пауелл була звільнена з посади президента після повідомлень про те, що кілька людей мали "занепокоєння щодо коментарів [Пауелла], зроблених у професійній обстановці, які, на їхню думку, не відповідали цінностям Viacom і Paramount". Пауелл заперечила твердження, що вона робила такі нечутливі коментарі, і сказала, що розглядає питання про судовий розгляд. У вересні 2018 року Ніколь Клеменс стала новим президентом Paramount Television.
Viacom зазначив, що Paramount Television отримав 400 мільйонів доларів у 2018 році, а наприкінці року випустив дев'ять серій. У 2019 році виконавчий директор Paramount Джим Джанопулос зазначив, що Paramount Television випустить 20 серій і подвоїть свій прибуток.